# Spiele der kleinen Staaten von Europa 2007
| XII. Spiele der kleinen Staaten von Europa | XII. Spiele der kleinen Staaten von Europa                                                                     |
| ------------------------------------------ | --- |
|                                            | |
| Teilnehmende Nationen                      | 8 |
| Teilnehmende Athleten                      | 1062 |
| Wettbewerbe                                | 121 in 12 Sportarten                                                                                           |
| Eröffnung                                  | 4. Juni 2007                                                                                                   |
| Schlussfeier                               | 9. Juni 2007                                                                                                   |
| Eröffnet durch                             | Albert II. (Fürst von Monaco)                                                                                  |
| Olympischer Eid                            | Pierrick Soleriu (Schwimmer), Fabienne Pasetti (Schießen), Charlotte Greppe und Bernard Tressel (Kampfrichter) |

| Medaillenspiegel | Medaillenspiegel | Medaillenspiegel | Medaillenspiegel | Medaillenspiegel | Medaillenspiegel |
| Platz            | Land             | Gold             | Silber           | Bronze           | Gesamt           |
| ---------------- | ---------------- | ---------------- | ---------------- | ---------------- | ---------------- |
| 1                | Zypern           | 36               | 33               | 24               | 98               |
| 2                | Island           | 31               | 23               | 24               | 78               |
| 3                | Luxemburg        | 20               | 25               | 36               | 81               |
| 4                | Monaco           | 19               | 16               | 17               | 52               |
| 5                | Malta            | 4                | 9                | 17               | 30               |
| 6                | Andorra          | 4                | 6                | 7                | 17               |
| 7                | San Marino       | 4                | 6                | 6                | 16               |
| 8                | Liechtenstein    | 3                | 5                | 5                | 13               |

Die XII. Spiele der kleinen Staaten von Europa (JPEE, Jeux des Petits États d'Europe) wurden vom 4. bis zum 9. Juni 2007 in Monaco ausgetragen.
Die 12 Sportarten, in welchen in Monaco 2007 um Medaillen gekämpft wurde, waren: Basketball, Beachvolleyball, Boule-Spiel, Judo, Kunstturnen, Leichtathletik, Schießen, Schwimmen, Segeln, Tennis, Tischtennis und Volleyball.

## Olympisches Dorf
Erstmals gab es bei den JPEE eine Art Olympisches Dorf, da alle Athleten auf dem im Hafen liegenden Kreuzfahrtschiff MS Melody untergebracht sind. In den vergangenen Jahren waren die Athleten auf mehrere Hotels verteilt.

## Wettkampforte
- Stade Louis II: Basketball, Leichtathletik, Schwimmen und Tischtennis.
- Monte Carlo Country Club (in Roquebrune-Cap-Martin, Frankreich): Tennis
- Salle du Canton: Kunstturnen
- Gymnase du Lycée Technique et Hôtelier de Monte Carlo: Judo
- Club Bouliste du Rocher: Boule-Spiel
- Le Triton: Schießen
- Base Nautique: Segeln
- Plage du Larvotto: Beachvolleyball
- Gymnase des Moneghetti: Volleyball

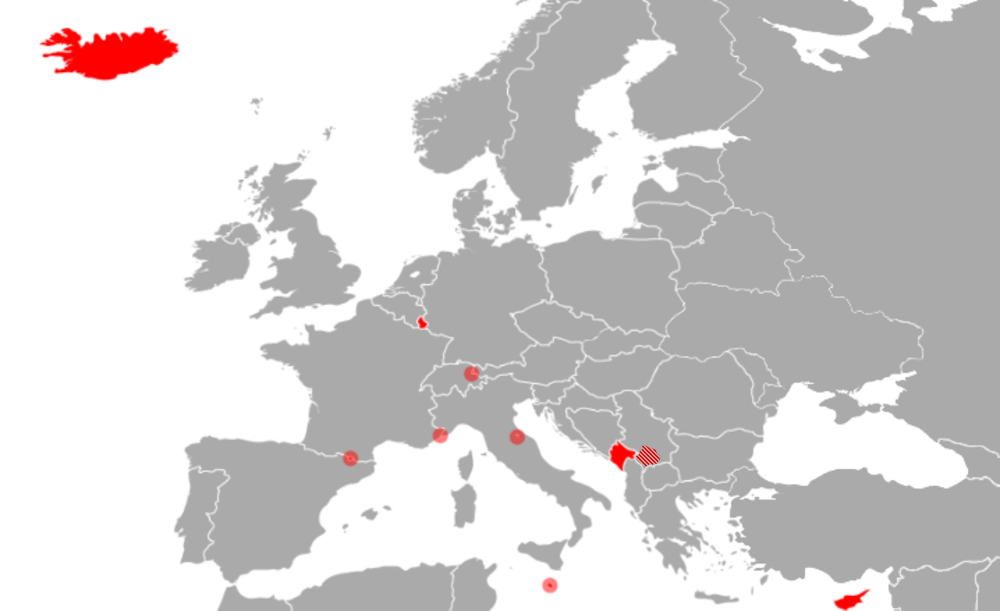
Die teilnehmenden Staaten

## Sportarten und Resultate
| - Basketball, Resultate - Beachvolleyball, Resultate - Boule-Spiel, Resultate - Judo, Resultate - Kunstturnen, Resultate - Leichtathletik, Resultate | - Schießen, Resultate - Schwimmen, Resultate - Segeln, Resultate - Tennis, Resultate - Tischtennis, Resultate - Volleyball, Resultate |